# Gasteracantha rufithorax
Gasteracantha rufithorax là một loài nhện trong họ Araneidae.
Loài này thuộc chi Gasteracantha. Gasteracantha rufithorax được Eugène Simon miêu tả năm 1881.